# 安斯利 (路易斯安那州)
安斯利（英語：Ansley）是位於美國路易斯安那州傑克遜堂區的一個非建制地區。

## 地理
安斯利所處的海拔為高於海平面62米（即203英呎），而該地所採用的時區為UTC-6，即北美中部時區（CST）。同時該地設有夏令時間，為UTC-6調快一小時，即UTC-5（CDT）。